# 向量場
在向量微积分和物理学中，向量場（英語：vector field）是把空間中的每一点指派到一個向量的映射。物理學中的向量場有風場、引力場、電磁場、水流場等等。

## 定義
設X是Rn裡的一個连通開集，一個向量場就是一個向量函數
{\displaystyle \mathbf {F} :X\rightarrow \mathbb {R} ^{n}}
我們稱{\textstyle \mathbf {F} }為一個Ck向量場，如果{\displaystyle \mathbf {F} }在X上是k次連續可微的。
在X內，一個點x被稱為固定的，若
{\displaystyle \mathbf {F} (\mathbf {x} )=\mathbf {0} }
向量場可以理解為一個n維空間，其中對X內每一個點都有個附著的n維向量。
給定兩個定義於X上的Ck-向量場F,G以及一個定義於X上的Ck-實值函數f，可以定義以下運算
{\displaystyle (f\mathbf {F} )(\mathbf {x} )=f(\mathbf {x} )\mathbf {F} (\mathbf {x} )}
{\displaystyle \mathbf {(F+G)} (\mathbf {x} )=\mathbf {F} (\mathbf {x} )+\mathbf {G} (\mathbf {x} )}
如此便可定義在Ck函數的環上的Ck向量場的模。